# Estação Gamal Abdel Nasser
Estação Gamal Abdel Nasser também designada como Estação Nasser (em árabe: جمال عبدالناصر) é uma estação metroviária localizada no centro da cidade do Cairo da linha 1 do metro do Cairo, no Egito, e será o ponto de ligação com a linha 3.

## Nome da estação

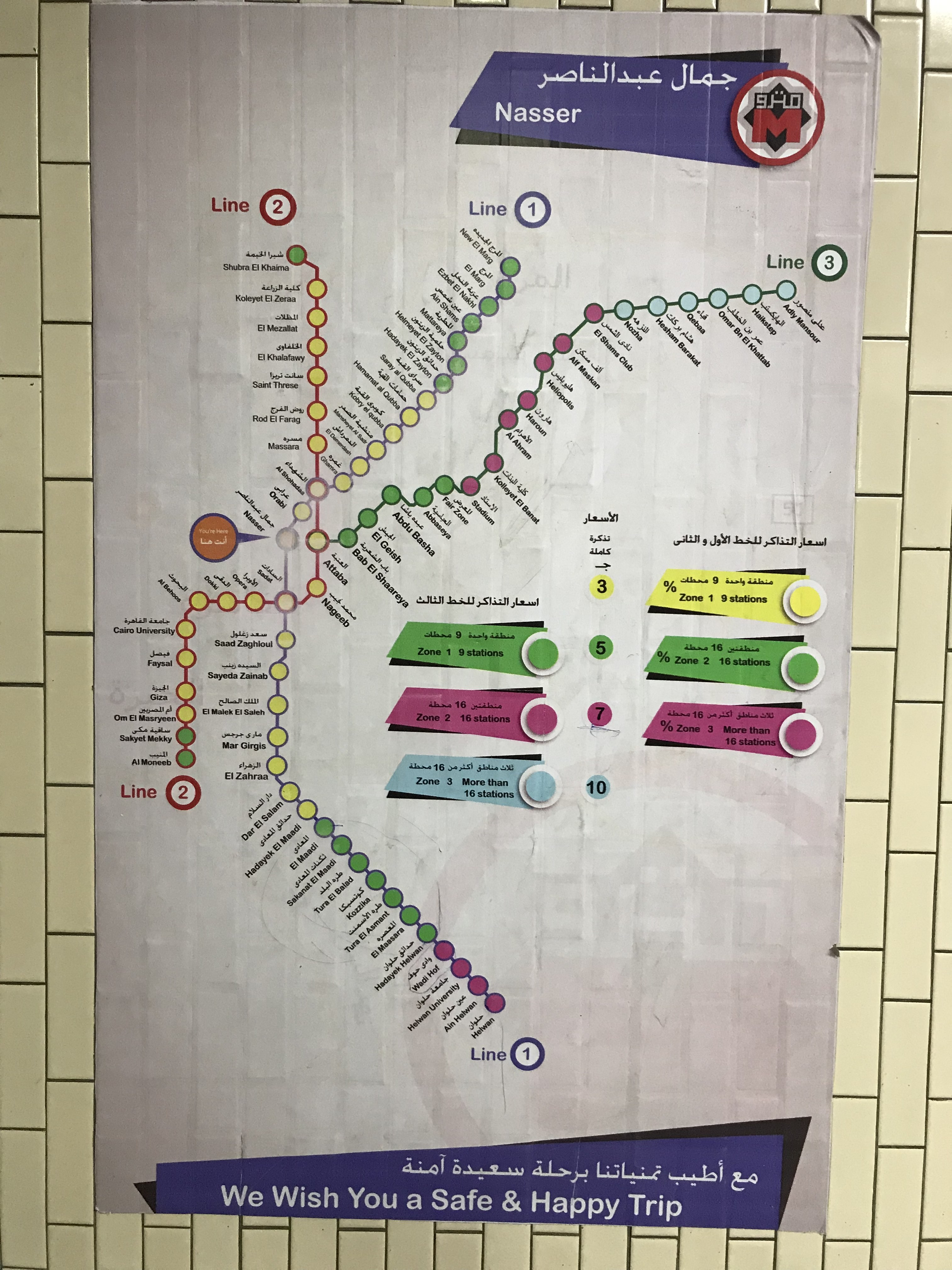
Mapa com a localização da estação.

O estação recebeu o nome Gamal Abdel Nasser, que foi um militar e político egípcio, presidente de seu país de 1954 até sua morte em 1970.

## Área construída
A estação subterrânea tem 20000 m2 de área construída, distribuída em cinco níveis, cada um deles com  4000 m2.

### Abrigo antinuclear
A estação Gamal Abdel Nasser foi avaliada em um estudo publicado em 2016 como um possível local a ser utilizado como abrigo antinuclear. A sua construção subterrânea reune características que definem este segundo uso para a área. As conclusões indicaram que o piso onde circulam os trens reune condições adequadas, e pode abrigar até 2000 pessoas, não considerando a área dos túneis.

## Localização
Por ser um local com elevado fluxo de passageiros e a sua localização central por razões de segurança a estação esteve fechada durante a Crise Egípcia de 2014.  A Estação Nasser está localizada muito próxima do Palácio de Justiça e quando de um atentado a bomba no local em março de 2015 o metro não foi fechado e continuou operando normalmente.

## Entroncamento metroviário
A primeira fase da construção da Linha 3 do Metrô do Cairo é o ramal oeste, que liga a Estação Attaba com a Estação Gamal Abdel Nasser passando pela Rua 26 de Julho. A linha percorre o lado norte e oeste do rio Nilo, passando pela Ilha Zamalek em Gizé na Estação Zamalek e terminando na Estação Kit Kat. Esta etapa está sendo concluída e programada para ser inaugurada até o final de 2021. O túnel de acesso a estação foi aberto em julho de 2019, quando a tuneladora (BTM) rompeu as paredes da futura estação, esteve presente no evento o Primeiro Ministro Moustafa Madbouly.